# (22108) 2000 PD
(22108) 2000 PD è un asteroide della fascia principale esterna. Scoperto nel 2000, presenta un'orbita caratterizzata da un semiasse maggiore pari a 2,947576 UA e da un'eccentricità di 0,107279, inclinata di 11,719718ª rispetto all'eclittica. Ha un diametro di 10,488 km, un periodo di rotazione di 3,21496 ore e un'albedo di 0,232.
Fa parte della famiglia di asteroidi San Marcello.